# 이희간
이희간(李喜侃, 일본식 이름: 梅田二郞(우메다 지로), 1875년 1월 9일 ~ ?)은 일제강점기의 기업인 겸 공작원으로 본적은 평안남도 순천군 순천면이다.

## 생애
1897년 전후에 독립협회 회원으로 활동했으며 1904년부터 1905년까지 상동청년회 간사를 역임했다. 1905년 11월 상동교회에서 열린 을사조약 반대 모임에 참여했다. 1907년 헤이그 특사 사건에 관여한 직후부터 신변에 위협을 느끼게 되자 러시아 블라디보스토크로 이주했고 1908년 블라디보스토크 부근에 있던 학교인 추풍동교(秋豊洞校) 교사로 재직했다.
1910년대 조선으로 귀국한 뒤부터 일제 관헌의 밀정으로 활동하는 한편 광업, 개간업, 상업, 고리대금업 등에 종사했다. 1913년 7월 4일 조선총독부로부터 평안남도 성천군 운산면 소재 광업(금광) 영업 허가를 받아냈고 1918년 11월 재(在)니콜리스크(현재의 러시아 우수리스크) 조선인자치단 중앙총회 기관지 《한족공보(韓族公報)》에 운영 자금 2,000루블을 기증했다.
1918년 일본의 시베리아 개입 당시 만주와 하얼빈 지역에서 자신의 영향력을 확대하기 위해 자작 송병준, 경찰 구연수, 밀정 배정자를 이용하는 한편 하얼빈 지역 조선인 유력자들로부터 자금을 끌어들여 각종 이권을 얻어냈다. 1919년 10월 중국 상하이(上海, 상해)와 펑톈(奉天, 봉천)에서 미국의 조선인 독립운동 지원 움직임에 대한 정보를 입수한 뒤 이를 관동군 참모부에 전달했다.
조선총독부 밀정으로 활동하는 동안 상하이 주재 대한민국 임시 정부 와해 공작, 유동열과 김희선 등 만주로 망명한 독립운동가에 대한 귀순 및 회유 공작을 수행했다. 특히 1920년 11월부터 12월까지 진행된 이희간의 귀순 및 회유 공작을 받아들인 김희선은 1922년 1월 대한민국 임시 정부로부터 "적에게 투항한(일제에 투항한) 변절자"로 규정되기에 이른다.
1919년 10월부터 12월까지 사이토 마코토 조선총독, 우쓰노미야 다로 조선군사령관과 수시로 면회를 가졌으며 1919년 11월에는 하얼빈 지역 조선인 사회에 대한 영향력을 확대하기 위해 배정자를 하얼빈으로 초빙하기도 했다. 1920년 6월 사이토 마코토 조선총독으로부터 상하이 주재 대한민국 임시 정부 와해 공작 및 조선인 회유 공작 수행 자금으로 2,000엔을 수령했다.
1922년 5월 22일에는 일본의 국가주의 우익 조직인 흑룡회 계열에 속해 있던 조직인 동광회(東光會)의 조선총지부 총간사로 선임되었다. 동광회는 일본 제국의회에 이른바 〈내정독립청원서〉(內政獨立請願書)를 제출하자는 운동을 전개했지만 1922년 10월 조선총독부로부터 시정 방침에 위배된다는 이유로 강제 해산되기도 했다. 1924년 3월 친일단체인 각파유지연맹 발기인으로 참여했으며 그 뒤의 행적에 대해서는 알려져 있지 않다. 친일반민족행위진상규명위원회가 발표한 친일반민족행위 705인 명단에 포함되었다.

## 참고자료
- 친일반민족행위진상규명위원회 (2009). 〈이희간〉. 《친일반민족행위진상규명 보고서 Ⅳ-14》. 서울. 854~879쪽.